# 三菱重工マリタイムシステムズ
三菱重工マリタイムシステムズ（みつびしじゅうこうまりたいむしすてむず、英: Mitsubishi Heavy Industries Maritime Systems Co., Ltd）は、 岡山県玉野市に本社を置く、三菱グループの造船所である。

## 概要
三菱重工マリタイムシステムズは、三菱重工業が三井E＆Sホールディングス（旧三井造船）から艦艇・官公庁船事業を譲受して発足させた造船会社である。同社は2021年10月1日より営業を開始した。

## 建造した艦艇、船
これまでに建造した艦艇、船は以下の通りである。なお同造船所で三井E&Sより事業譲渡を受ける前に建造された艦艇・船舶については三井E&Sを参照。

### 護衛艦
- くまの (FFM-2) - 建造中の2021年10月に三井E&S造船の艦艇事業を三菱重工業に譲渡
- ゆうべつ (FFM-8)

### 音響測定艦
- びんご (AOS-5204)

### 巡視船
- はてるま (PL-94)
- おおすみ (PL-202)
- さろま (PS-21)
- あまみ (PL-204)
- ごとう (PL-205)
- だいとう (PL-206)

### その他
- 海神丸 - 神戸大学の保有する附属練習船[4]
- 弓削丸 - 弓削商船高等専門学校の保有する練習船[5]
- 開洋丸 - 水産庁の保有する漁業調査船[6]
- 鳥羽丸 (3代)代船 - 鳥羽商船高等専門学校から2023年7月に三菱重工マリタイムシステムズが受注した練習船[7][8]。2025年3月に就航予定。